# Castignano
Castignano – miejscowość i gmina we Włoszech, w regionie Marche, w prowincji Ascoli Piceno.
Według danych na styczeń 2009 gminę zamieszkiwały 3004 osoby przy gęstości zaludnienia 77,2 os./1 km².